# FOUR BY FOUR
| 専門評論家によるレビュー | 専門評論家によるレビュー |
| レビュー・スコア         | レビュー・スコア         |
| 出典                     | 評価                     |
| ------------------------ | ------------------------ |
| Allmusic                 | [ 1 ]                    |

『4×4 FOUR BY FOUR』（フォー・バイ・フォー）は日本のフュージョンバンド、カシオペアの8枚目のアルバム。

## 解説
カシオペアが、自身の来日公演を行う直前だったリー・リトナー・グループと共演した一大セッション・アルバム。カシオペアの4人とリー・リトナー・グループの4人が、各パートごとに向かい合う形でレコーディングを行い、リハーサルなし、僅か9時間で演奏を終了。アルバム・タイトルも、両バンドの4人が共演したことから取っている。ただし、実際に8人全員が参加したのは、カシオペアの『CROSS POINT』収録曲のリメイク「ギャラクティック・ファンク」のみ。同曲を除いて、ベースは櫻井哲夫かネイザン・イーストのいずれか1人が参加するという形になっている。また、リー・リトナーが書き下ろした「トランスアトランティック」は、櫻井とハーヴィー・メイソンを除いた6人による演奏。
「ミッド・マンハッタン」は、ニューヨーク旅行から帰ってきたばかりの神保彰が、その時のイメージで作った曲。神保とハーヴィーのツイン・ドラムが激しいバトルを繰り広げる。その後のライヴでも人気曲となった。また、オートバックスセブンのCMで使用された。
「亡き王女のためのパヴァーヌ」と「カウアイ」では、野呂一生のフレットレス・ギターをフィーチャー。
本作の「ギャラクティック・ファンク」は、新しく作られたイントロが付加され、よりスリリングな出だしとなっている。ソロ・オーダーは次の通り。
- キーボード・ソロ - 向谷実、ドン・グルーシンの順で4小節をそれぞれ4回ずつ→同じ順で2小節を2回ずつ
- ギター・ソロ - 野呂一生、リー・リトナーの順で4小節をそれぞれ4回ずつ→同じ順で2小節を2回ずつ
- リズム・セクション - 神保彰とハーヴィー・メイスンのツイン・ドラム8小節→以下の順で2小節ずつ（櫻井→神保→櫻井→神保→ネイザン→ハーヴィー→ネイザン→ハーヴィー→櫻井→神保→ネイザン→ハーヴィー→櫻井→神保→ネイザン→ハーヴィー）

## 収録曲
| #         | タイトル                                                          | 作詞      | 作曲               | 時間 |
| --------- | ----------------------------------------------------------------- | --------- | ------------------ | ---- |
| 1.        | 「ミッド・マンハッタン」(Mid-Manhattan)                           |           | 神保彰             | 4:42 |
| 2.        | 「亡き王女のためのパヴァーヌ」(Pavane -Pour Une Infante Dẻfunte-) |           | モーリス・ラヴェル | 5:33 |
| 3.        | 「トランスアトランティック」(Transatlantic)                       |           | リー・リトナー     | 5:40 |
| 合計時間: | 合計時間:                                                         | 合計時間: | 15:55              |      |

| #         | タイトル                                      | 作詞      | 作曲           | 時間 |
| --------- | --------------------------------------------- | --------- | -------------- | ---- |
| 1.        | 「ギャラクティック・ファンク」(Galactic Funk) |           | 野呂一生       | 6:09 |
| 2.        | 「カウアイ」(Kauai)                           |           | リー・リトナー | 3:55 |
| 3.        | 「シャンデリア」(Chandelier)                  |           | 野呂一生       | 4:26 |
| 合計時間: | 合計時間:                                     | 合計時間: | 14:30          |      |

## スタッフ・クレジット

### 参加ミュージシャン
CASIOPEA
野呂一生 - ギター (YAMAHA SG-2000, SG-1000 Fretless, アコースティック・ギター (on B2))、パーカッション (on A2, A3, B3)
向谷実 - キーボード (YAMAHA GS-1, CS-70M, CP-35, Oberheim OB-Xa, Moog the SOURCE)
櫻井哲夫 - ベース (YAMAHA BB-2000 Milk Bass) (on A2、B1、B3)、パーカッション(on B3)
神保彰 - ドラム (YAMAHA YD-9000R) (except on B3)、パーカッション (on A3, B2, B3)

- リー・リトナー - ギター (Ibanez、Fender Stratocaster, Ovation Nylon Strings、アコースティック・ギター (on B2)、クラシック・ギター (on A2))
- ドン・グルーシン - キーボード (ピアノ (on A2)、YAMAHA CP-80 (on A1, B1), Oberheim OB-Xa (on A2, B2), Rhodes (on A3, B3))
- ネイザン・イースト - ベース (YAMAHA BB-2000, Roland GR-33B) (on A1、A3、B1、B2)
- ハーヴィー・メイソン - ドラム (Premier Sound Wave Custom) (on A1、B1、B3)、マリンバ (on A2、B2)

### 制作クレジット
- プロデューサー - 宮住俊介
- アソシエート・プロデューサー - Satoshi Nakao

- レコーディング・ミキシングエンジニア - 吉沢典夫
- アシスタント・エンジニア - 齊藤篤、三好シンジ
- マスタリング・エンジニア - Osamu Shimoju
- ミキシング - 吉沢典夫、野呂一生

- アートディレクション、デザイン - Nao Magami, Shinya "SHAR" Asami
- イラストレーション - Shinya "SHAR" Asami

- リマスタリング - 鈴木浩二 (2016/7/27 ハイレゾ版)

## リリース日一覧
| 地域 | リリース日     | レーベル                       | 規格                      | カタログ番号                | 備考                            |
| ---- | -------------- | ------------------------------ | ------------------------- | --------------------------- | ------------------------------- |
| 日本 | 1982年12月16日 | アルファレコード               | 30cmLP                    | ALR-28045                   |                                 |
| 日本 | 1984年2月21日  | アルファレコード               | 12cmCD                    | 38XA-10                     |                                 |
| 日本 | 1987年1月25日  | アルファレコード               | 12cmCD                    | 32XA-114                    |                                 |
| 日本 | 1992年3月21日  | アルファレコード               | 12cmCD                    | ALCA-278                    |                                 |
| 日本 | 1994年7月27日  | アルファレコード               | 12cmCD                    | ALCA-9008                   |                                 |
| 日本 | 1998年7月23日  | アルファレコード               | 12cmCD                    | ALCA-9203                   |                                 |
| 日本 | 2002年1月23日  | ヴィレッジ・レコード           | デジタルリマスター 12cmCD | VRCL-2208                   | DSD, 紙ジャケ                   |
| 日本 | 2002年2月14日  | ヴィレッジ・レコード           | デジタルリマスター 12cmCD | VRCL-2228                   | DSD                             |
| 日本 | 2009年5月27日  | ソニー・ミュージックダイレクト | デジタルリマスター 12cmCD | MHCL-20010                  | DSD, ブルースペックCD, 紙ジャケ |
| 日本 | 2016年2月3日   | ソニー・ミュージックダイレクト | デジタル・ダウンロード    | 1076210150                  | iTunes Store                    |
| 日本 | 2016年2月3日   | ソニー・ミュージックダイレクト | デジタル・ダウンロード    | 4582290414010               | mora AAC-LC 320kbps             |
| 日本 | 2016年2月3日   | ソニー・ミュージックダイレクト | デジタル・ダウンロード    | A1003862359                 | レコチョク AAC 128/320kbps      |
| 日本 | 2016年2月3日   | ソニー・ミュージックダイレクト | デジタル・ダウンロード    | B01B5ATFHW                  | Amazon.co.jp                    |
| 日本 | 2016年2月3日   | ソニー・ミュージックダイレクト | デジタル・ダウンロード    | Bfvjwafaq7xj3kr2i2jux33er4a | Google Play Music               |
| 日本 | 2016年7月27日  | ソニー・ミュージックダイレクト | デジタル・ダウンロード    | 4582290418889               | mora DSD 2.8MHz/1bit            |
| 日本 | 2016年7月27日  | ソニー・ミュージックダイレクト | デジタル・ダウンロード    | A2000673633                 | レコチョク FLAC 96kHz 24bit     |
| 日本 | 2016年7月27日  | ソニー・ミュージックダイレクト | デジタル・ダウンロード    | smj4582290418889            | e-onkyo DSD 2.8MHz/1bit         |
| 日本 | 2016年7月27日  | ソニー・ミュージックダイレクト | デジタル・ダウンロード    | 11186                       | HD-music DSD 2.8MHz/1bit        |
| 日本 | 2016年7月27日  | ソニー・ミュージックダイレクト | デジタル・ダウンロード    | 4582290418872               | mora FLAC 96.0kHz/24bit         |
| 日本 | 2016年7月27日  | ソニー・ミュージックダイレクト | デジタル・ダウンロード    | smj4582290418872            | e-onkyo FLAC 96kHz 24bit        |
| 日本 | 2016年7月27日  | ソニー・ミュージックダイレクト | デジタル・ダウンロード    | 11175                       | HD-music FLAC 96kHz/24bit       |
| 日本 | 2016年7月27日  | ソニー・ミュージックダイレクト | デジタル・ダウンロード    | 3ab0068bae92d7262085        | AWA 320kbps                     |
| 日本 | 2016年11月10日 | ソニー・ミュージックダイレクト | デジタル・ダウンロード    | 1FDJljnanAoqWavDDqrR6O      | Spotify                         |